# Eadric del Kent
Eadric (fl. VII secolo) regnò sul Kent dal 685 al 686.
Era figlio di Ecgberht I. Per un periodo regnò insieme allo zio Hlothhere, contro il quale probabilmente si ribellò, rovesciandolo dal trono con l'aiuto degli eserciti del Sussex. Hlothhere morì il 6 febbraio 685 per le ferite ricevute in battaglia e così Eadric restò da solo sul trono. Poco dopo, però, il Kent fu invaso da Caedwalla del Wessex, anche se Eadric rimase sul trono fino al giugno del 686.